# Тай Кан
Тай Кан (спрощ.: 太康; кит. трад.: 太康; піньїнь: Tài kāng) — третій правитель держави Ся.

## Загальні відомості
Місце народження невідоме. Його батько, Ці, був попереднім володарем держави. Ім'я та походження матері залишається загадкою.
Тайпінюлань вказує, що Тай Кан був на троні двацять дев'ять років. Відповідно до Бамбукових анналів, він зробив столицею країни Жень-ксюнь (кит. 斟尋.)
Улюбленою справою Тай Кана було полювання в лісах за річкою Ло.
При його правлінні, дестабілізована режимом Ці, держава зазнала ще фатальнішого краху. Тай Кан в значній мірі ігнорував політичні справи країни та зловживав владою. Розпочата ним війна з лісовими племенами, під керівництвом їх вождя Хо Ї, закінчилась перемогою Ся. Проте, Хо Ї вдалося здобути перемогу над Тай Каном та відправити останнього у заслання.
Деякі джерела вказують на те, що він потонув у річці.
Молодший двоюрідний брат та наступник трону  — Чжун Кан.